# 平成5年台風第13号
平成5年台風第13号（へいせい5ねんたいふうだい13ごう、国際名：ヤンシー/Yancy）は、1993年（平成5年）9月3日に鹿児島県薩摩半島南部に上陸し、強風・大雨による大きな被害を出した台風である。日本に過去上陸した台風の中では、第2室戸台風、伊勢湾台風に次いで統計開始以降3番目に上陸時の中心気圧が低かった。

## 概要

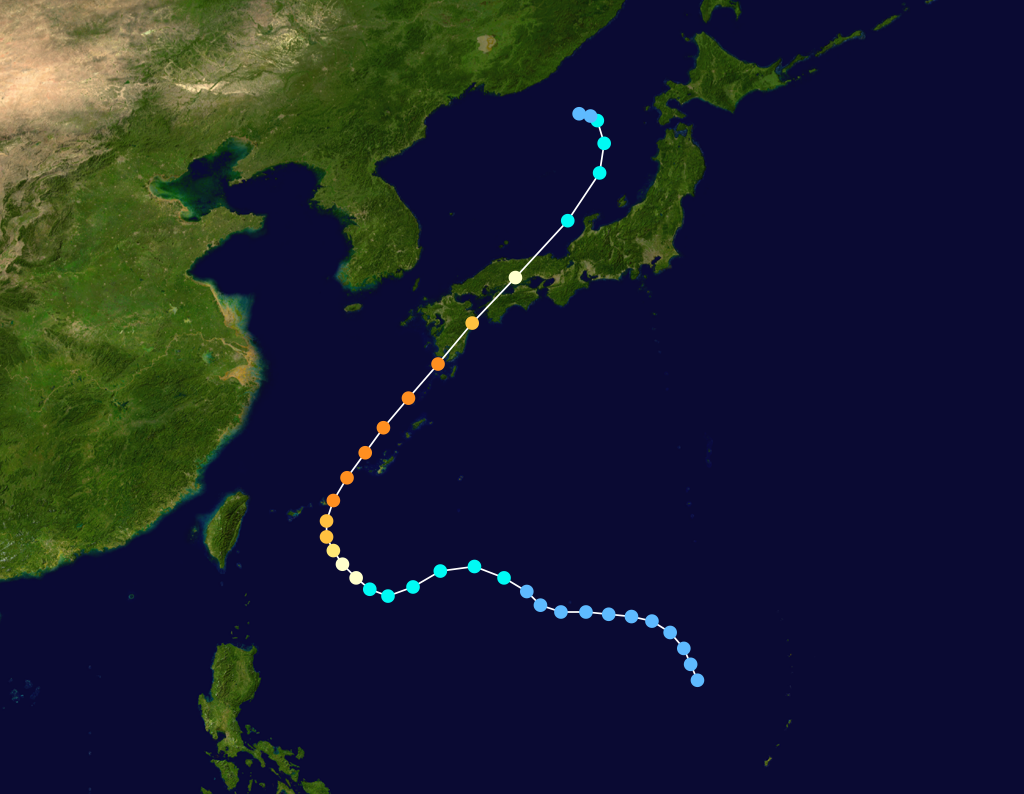
進路図

8月31日に沖ノ鳥島近海（北緯20.2度・東経134.2度）で発生した台風13号は西寄りに進みながら発達し、9月1日には進路を北寄りに変え、9月2日には中心気圧925hPa、最大風速50m/sの大型で非常に強い勢力となって北上を続けた。その後13号は沖縄の久米島付近を通過し、最低海面気圧928.1 hPaが記録され、ニュースなどでは「戦後最大級」と報道される。また久米島では、最大瞬間風速53.9m/s、最大風速36.5m/sを観測したが、その瞬間に風速計が破壊され、非公式にはさらに強い風が観測されている。台風は勢力を保ちつつ九州に接近し、翌3日16時前に中心気圧930 hPa、最大風速50m/sという記録的な勢力で薩摩半島南部に上陸した。この勢力は、1959年に日本の台風史上最悪の被害を出した伊勢湾台風（929 hPa）に近く、1951年の統計開始以降では、上陸時の中心気圧が3番目に低い台風となっている。ただし、風速25m以上の暴風域は、伊勢湾台風に比べるとかなり小さかった。台風の進路がやや東に寄ったため九州の大部分は可航半円に入り、台風の勢力程は強い風は吹かなかったが、それでも最大瞬間風速50m/s以上を観測している。また、台風の上陸地点に近かった鹿児島県枕崎市では939.7hPaの最低海面気圧を観測した。13号は、上陸後は急速に勢力を弱めながら、四国・中国地方を通って愛媛県八幡浜市付近、広島県福山市付近にそれぞれ上陸した後に日本海へ抜け、4日21時に温帯低気圧に変わった。
| 順位     | 名称                               | 国際名   | 中心気圧（hPa） | 上陸日時                        | 上陸地点     |
| -------- | ---------------------------------- | -------- | --------------- | ------------------------------- | ------------ |
| 1        | 第2室戸台風 （昭和36年台風第18号） | Nancy    | 925             | 1961年（昭和36年）9月16日 9時   | 室戸岬西方   |
| 2        | 伊勢湾台風 （昭和34年台風第15号）  | Vera     | 929             | 1959年（昭和34年）9月26日 18時  | 潮岬西方     |
| 3        | 平成5年台風第13号                  | Yancy    | 930             | 1993年（平成5年）9月3日 16時    | 薩摩半島南部 |
| 4        | ルース台風 （昭和26年台風第15号）  | Ruth     | 935             | 1951年（昭和26年）10月14日 19時 | 串木野市付近 |
| 5        | 令和4年台風第14号                  | Nanmadol | 940             | 2022年（令和4年）9月18日 19時   | 鹿児島市付近 |
| 5        | 平成3年台風第19号                  | Mireille | 940             | 1991年（平成3年）9月27日 16時   | 佐世保市南   |
| 5        | 昭和46年台風第23号                 | Trix     | 940             | 1971年（昭和46年）8月29日 23時  | 佐多岬       |
| 5        | 昭和40年台風第23号                 | Shirley  | 940             | 1965年（昭和40年）9月10日 8時   | 安芸市付近   |
| 5        | 昭和40年台風第15号                 | Jean     | 940             | 1965年（昭和40年）8月6日 4時    | 牛深市付近   |
| 5        | 昭和39年台風第20号                 | Wilda    | 940             | 1964年（昭和39年）9月24日 17時  | 佐多岬       |
| 5        | 昭和30年台風第22号                 | Louise   | 940             | 1955年（昭和30年）9月29日 22時  | 薩摩半島     |
| 5        | 昭和29年台風第5号                  | Grace    | 940             | 1954年（昭和29年）8月18日 2時   | 鹿児島県西部 |
| （参考） | 室戸台風                           |          | 911.6           | 1934年（昭和9年）9月21日        | 室戸岬西方   |
| （参考） | 枕崎台風 （昭和20年台風第16号）    | Ida      | 916.3           | 1945年（昭和20年）9月17日       | 枕崎町付近   |

## 被害
- 死者・行方不明者：48 名[1]。
- 負傷者：396 名[1]
- 住家全壊：336 棟[1]
- 住家半壊：1,448 棟[1]
- 床上浸水:：3,770 棟[1]
- 被害総額：1,755億円[2]

鹿児島県では被害が特に大きく、集中豪雨により地盤が弱っているところに台風の大雨が降り、先の8月1日・8月6日の豪雨と合わせて、犠牲者71名、全壊437棟、半壊208棟の被害を受けた。また道路・鉄道の主要な交通網が土石流の発生により寸断した。

## 記録
- 最大瞬間風速: 59.1m/s（種子島）9/03 15時45分[3]。
- 最大風速：36.5m/s（久米島）9/02 17時00分[3]
- 最低海面気圧：928.1hPa（久米島）9/02 17時44分[3]
- 日降水量:540mm 宮崎県日之影町(見立)9/3[1]